# Kartódromo Carmencita Hernández
El kartódromo Carmencita Hernández (también conocido como Kartódromo Internacional de San Jacinto) es un circuito de carreras y un autódromo diseñado para competiciones de karting. Se encuentra situado al final de la avenida Bolívar, en el parque de Ferias de San Jacinto, en Maracay, Venezuela.
Inaugurado en 1981, es el principal kartódromo de Venezuela y es considerado como la cuna del karting nacional. La pista ha sido escenario de competencias nacionales e internacionales. En el trazado opera la Escuela de Karting Ayrton Senna, y sirve de base para las categorías Rotax Max, Easy Kart, la Federación Venezolana de Karting, el Club de Formación de Pilotos CAK, entre otros.
El trazado posee una longitud de 1086 m, un ancho promedio de 8 m, y se encuentra a 468 m.s.n.m. Su temperatura promedio es de  31°, su presión barométrica promedio es de 1012 mmHG. Es una pista exigente que cuenta con largas rectas y veloces curvas.